# Erebia castanea
Erebia castanea är en fjärilsart som beskrevs av Müller 1928. Erebia castanea ingår i släktet Erebia och familjen praktfjärilar. Inga underarter finns listade i Catalogue of Life.